# Römische Stadt
Als römische Stadt oder Römerstadt werden solche Städte bezeichnet, die in der Zeit und im Gebiet des Imperium Romanum gegründet oder in besonderem Maße ausgebaut wurden. Kennzeichnend für viele dieser Städte ist ein Stadtgrundriss vom Quadratrastertyp mit den beiden Stadtachsen Decumanus und Cardo.

## Stadtentstehung

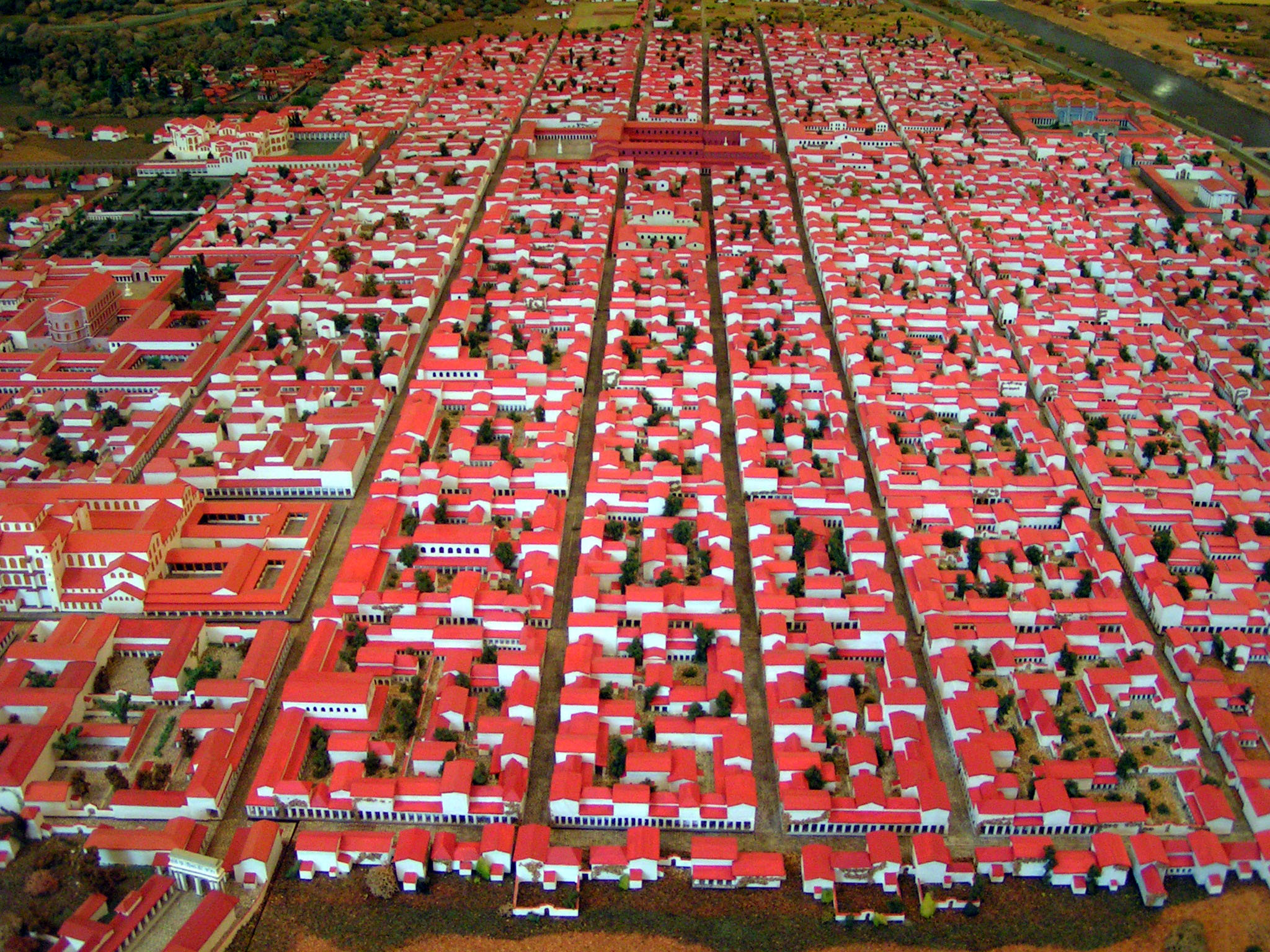
Augusta Treverorum, das römisch-antike Trier mit seiner Blockrandbebauung

Weite Teile des Mittelmeerraums waren zur Zeit der Ausbreitung des römischen Reichs bereits urbanisiert. Andererseits entstanden im gesamten Reich auch viele geplante Städte. Ursache hierfür war, dass die Römer auf die Existenz lokaler Verwaltungszentren angewiesen waren, denen zahlreiche fiskalische und juristische Aufgaben übertragen wurden, um ihr gewaltiges Reich beherrschen zu können. Wo es keine Städte gab, etwa in Germanien, wurden diese daher planmäßig angelegt (siehe etwa Waldgirmes). Die Gesamtheit der Städte gliederte sich rechtlich in Kolonien (coloniae, zum Beispiel Colonia Claudia Ara Agrippinensium), deren Einwohner zugleich das römische Bürgerrecht besaßen, municipia (z. B. Mogontiacum und Augusta Vindelicorum), deren Oberschicht privilegiert war, und einfache Civitates (z. B. Aquae Mattiacorum).
Wo keine Städte oder stadtähnliche Anlage vorhanden waren und auch nicht planmäßig gegründet wurden, erwuchsen sie zum Beispiel aus dem vicus (Lagerdorf) eines Kastells oder an Handelsknoten. Bei den eigentlichen Stadtgründungen sind verschiedene Typen nach den Gründungsvoraussetzungen zu unterscheiden:
- Neuanlage der Stadt in unmittelbarer Nachbarschaft bereits bestehender Städte/Siedlungen/Heiligtümer
- Neuanlage der Stadt anstelle einer zuvor bestehenden und/oder zerstörten Stadt/Siedlung (z. B. Carthago)
- Neuanlage der Stadt ohne Vorgängersiedlung

Zur Besiedlung der Stadt wurden unterschiedliche Gruppen herangezogen, u. a. Veteranen und besiegte Bevölkerung.
Die eigentliche Stadtgründung wurde in folgenden vier Schritten vollzogen
1. Inauguratio, Bestimmung des Standortes durch Eingeweideschau
2. Limitatio, Festlegung der inneren und äußeren Grenzen der Stadt
3. Orientatio, Bestimmung des Decumanus
4. Consecratio[2], Weihe der Stadt, damit Umsetzung der Festlegungen.

Römische Stadtgründungen erfolgten vor allem während der ersten drei Jahrhunderte n. Chr. (Prinzipat), aber auch in der Spätantike kam es noch zu Neugründungen (z. B. Iustiniana Prima).

## Aufbau einer geplanten römischen Stadt

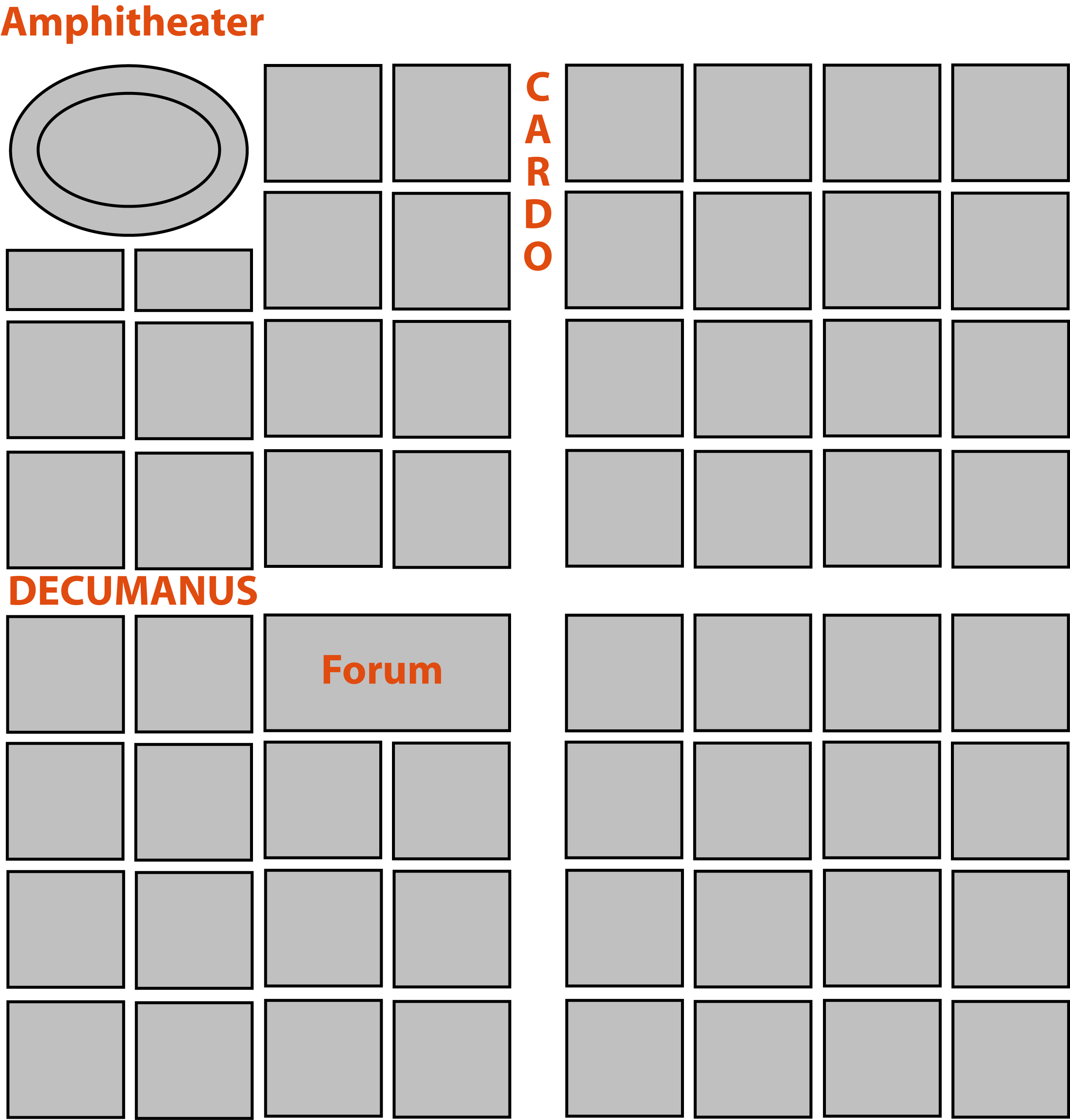
Idealtypischer Aufbau einer römischen Stadt
In vielen Fällen ist der Cardo durch das Forum unterbrochen oder seitlich versetzt

Die geplanten römischen Städte waren – analog den Castra (römische Militärlager) – nach einem gemeinsamen Muster aufgebaut: In der Stadtmitte lag das forum, der Marktplatz, auf dem neben Märkten auch Gerichtsverhandlungen oder politische Debatten stattfanden. Um das Forum herum wurden meist auch mehrere Tempel, eine Markthalle, Gerichtsgebäude (basilica) und öffentliche Gebäude (wie z. B. die Curia) errichtet. Im Forum schnitten sich die beiden Hauptstraßen der Stadt, cardo (Nord-Süd-Achse) und decumanus (Ost-West-Achse). Alle weiteren Straßen verliefen parallel dazu und teilten die Stadt schachbrettartig in Wohnblocks (insulae). Schließlich war die gesamte Stadt von einer Stadtmauer umgeben, die wiederum zu den Straßen parallel war und die Bewohner vor allem in den Provinzen vor Angriffen schützte. Sie hatte bei der hier vorgestellten Idealform je ein Stadttor an jedem Achsenende.
Bereits bei den Etruskern war ein rechtwinkeliges Straßenraster verbreitet, als frühester Theoretiker des rechtwinkligen Straßenrasters gilt der Grieche Hippodamos von Milet im 5. Jahrhundert v. Chr. (sogenanntes „Hippodamisches Schema“).

## Stadtbild
Die römischen Städte bestanden meist aus rechteckigen Wohngebäuden:
Zum einen gab es die domus (Stadthaus). Sie bestand aus einem Wohnteil mit einem Atrium, unter dem sich ein Innenhof befand, der wiederum von den Wohn- und Arbeitsräumen umgeben war. Dahinter schloss sich oft ein hortus (Garten) an, der auch von einem Säulengang und mehreren Räumen umgeben sein konnte. Heute kann man gut erhaltene Stadthäuser unter anderem in Pompeji und Herculaneum besichtigen. Zum anderen lebte das einfache Volk häufig in insulae (Mietskasernen). Sie hatten einen ähnlichen Aufbau wie die heutigen Mietskasernen. Derartige Häuser findet man heutzutage noch in Ostia.
Neben Wohngebäuden gab es in römischen Städten zahlreiche öffentliche Gebäude: Badehäuser, Markthallen (basilicae), Tempel für verschiedenste Götter (häufig auch für Regionalgottheiten), Verwaltungsgebäude, (Amphi-)Theater und vieles mehr. Es kam auch oft vor, dass die Stadt öffentliche Gebäude durch Spenden Wohlhabender erhielt. Dazu zählt zum Beispiel das Amphitheater in Pompeji oder die Bibliothek, die Plinius der Jüngere seiner Heimatstadt spendete.
Vom Aussehen her versuchten die Städte dem Stadtbild Roms nachzueifern. So waren zum Beispiel die beiden Hauptstraßen oft von prachtvollen Säulen flankiert.

## Lebensverhältnisse in den Städten
In den alten römischen Städten waren die Lebensverhältnisse für einen großen Teil der Bevölkerung deutlich besser als auf dem Land. Über Aquädukte wurden die Städte mit Wasser versorgt, sodass die Trinkwasserversorgung garantiert war. Darüber hinaus waren die hygienischen Zustände durch die ausgeprägte Badekultur der Römer selbst in den niederen Schichten relativ gut. Der Freizeitwert römischer Städte wurde durch Amphitheater und Theater hochgehalten, in denen neben Schauspielen auch Tier- und Gladiatorenkämpfe stattfanden.
In Rom waren diese Schauspiele sogar kostenlos.

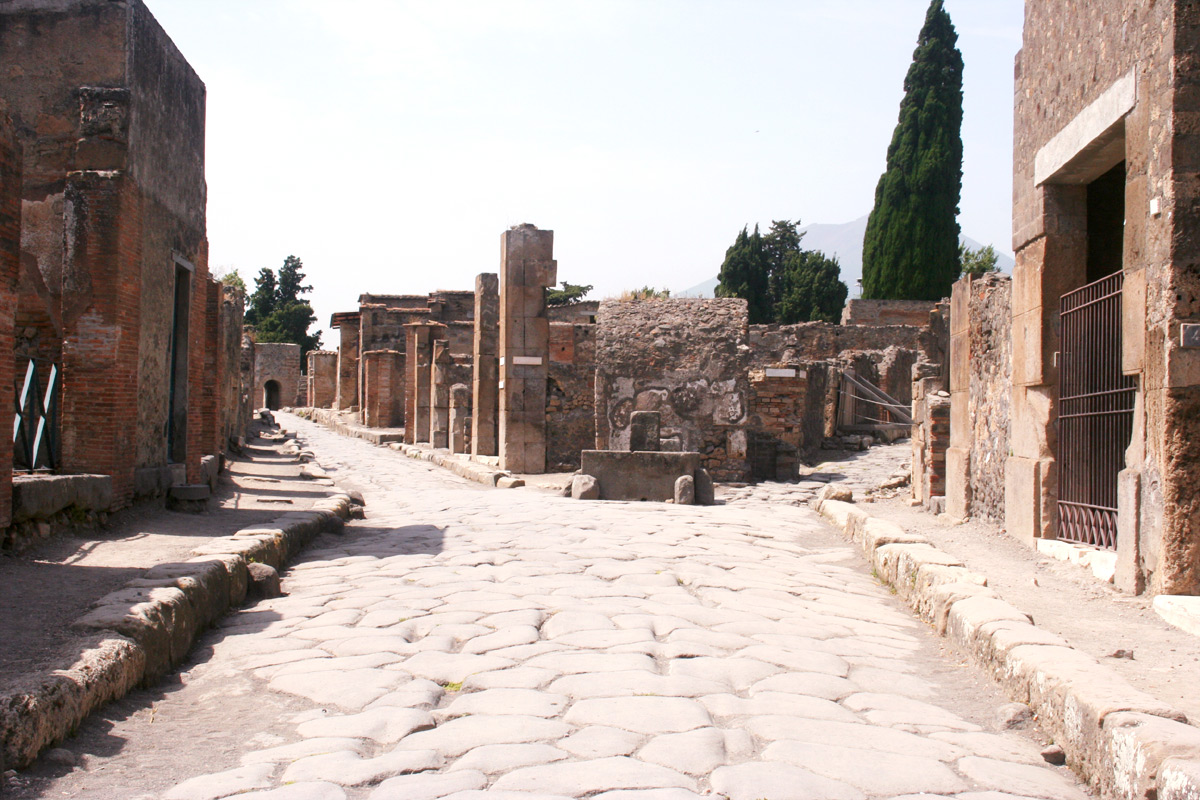
Straße in Pompeji

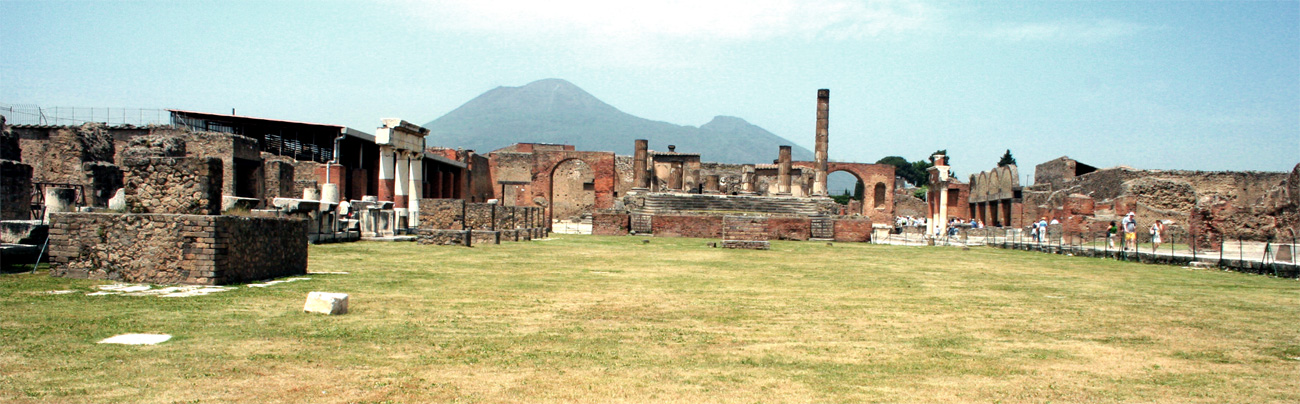
Das Forum von Pompeji

## Heutige Überreste römischer Städte
Viele ursprünglich römische Städte existieren heute noch, sind aber im Lauf der Geschichte stark verändert worden. Dennoch finden sich an diesen Orten oft viele Spuren römischer Baukunst bis in die Gegenwart.
Andere Städte wie Pompeji oder Herculaneum sind durch den plötzlichen Vulkanausbruch des Vesuvs im Jahr 79 n. Chr. untergegangen und gelten heute nach Ausgrabungen zu den am besten konservierten antiken Ruinenstädten. Als wichtige archäologische Denkmäler bieten sie eine umfassende Vorstellung zu Kunst, Kultur, und v. a. gesellschaftlichen Zusammenleben der römischen Kaiserzeit und sind heute touristische Anziehungspunkte. Neben den gut erhaltenen Bauten und kompletten Straßenzügen sind es die Wandmalereien und Mosaiken aus den Gebäuden und Palästen mit ihren zahllosen Motiven, die den Reiz der Ausgrabungsstätte charakterisieren.
Im Archäologischen Park Xanten sind zahlreiche Rekonstruktionen originaler Grundrisse sowie Ausgrabungen zu besichtigen. Der Park liegt an der Stelle der römischen Stadt Colonia Ulpia Traiana und wird ähnlich wie Pompeji sukzessive erschlossen. Diese römische Colonia wurde in nachrömischer Zeit vollständig verlassen. Die Grundrisse der Gebäude sind erhalten und werden ergraben.
Die Ruinen der antiken Stadt Thamugadi im heutigen Algerien sind ebenfalls noch gut erhalten. Hier lassen sich vor allem in Luftaufnahmen aber auch beim Betrachten des Stadtplans die wesentlichen Merkmale einer römischen Planstadt erkennen.

## Belege
1. ↑  Vgl. Jürgen Hotzan: dtv-Atlas zur Stadt. Von den ersten Gründungen bis zur modernen Stadtplanung (= dtv 3231). Deutscher Taschenbuch-Verlag, München 1994, ISBN 3-423-03231-6, S. 27.
2. ↑  Erklärung Consecratio. Abgerufen am 9. Juni 2013.
3. ↑  Johnston's Private Life of the Romans, Ch. 13. Abgerufen am 21. Januar 2020.